# Universitatea din Edinburgh
Universitatea din Edinburgh (în engleză The University of Edinburgh) este una din cele mai vechi și prestigioase universități din Marea Britanie și Europa (apreciată conform evaluării ARWU - Academic Ranking of World Universities în 2005 ca fiind a 9-a universitate ca reputație din Europa). A fost fondată în 1583. Are circa 30 de facultăți (școli) la care studiază 36.491 de studenți (în anul școlar 2016/2017).

## Legături externe
- Edinburgh University Students' Association
- Edinburgh Research Archive (ERA), online collection of papers